# Dipika Kakar
Dipika Kakar (sinh ngày 6 tháng 8 năm 1986) là một nữ diễn viên Ấn Độ. Cô được biết đến với vai diễn Simar Prem Bharadwaj trong bộ phim truyền hình Cuộc chiến những nàng dâu. Kakar từng là một thí sinh trong cuộc thi Jhalak Dikhhla Jaa mùa 8. Cô tham gia  Nach Baliye 8 cùng với Shoaib Ibrahim vào năm 2017.

## Sự nghiệp
Kakar bắt đầu sự nghiệp diễn xuất của mình với vai diễn Lakshmi trong bộ phim thần thoại Neer Bhare Tere Naina Devi. Sau đó, cô tham gia Agle Janam Mohe Bitiya Hi Kijo vai Rekha. Năm 2011, cô tham gia Cuộc chiến những nàng dâu vào vai Simar Prem Bharadwaj. Cô từng là thí sinh của Jhalak Dikhhla Jaa 8. Dipika rời Cuộc chiến những nàng dâu năm 2017.

## Đời sống cá nhân
Kakar kết hôn với Raunak Samson 2 năm và li hôn với anh vào năm 2015.Năm 2018,cô và Shoaib Ibrahim,bạn diễn của cô trong Cuộc chiến những nàng dâu tổ chức đám cưới sau 5 năm qua lại.

## Chương trình truyền hình
| Năm       | Phim truyền hình               | Vai diễn             | Chú thích                                                     |
| --------- | ------------------------------ | -------------------- | ------------------------------------------------------------- |
| 2010      | Neer Bhare Tere Naina Devi     | Lakshmi              |                                                               |
| 2010-2011 | Agle Janam Mohe Bitiya Hi Kijo | Rekha                | Em gái Laali                                                  |
| 2011-2017 | Cuộc chiến những nàng dâu      | Simar Prem Bharadwaj | Vai chính                                                     |
| 2012      | Kairi-Rishta Khatta Meetha     | Simar Prem Bharadwaj | Trong một tuần khi hai phim kết hợp với nhau                  |
| 2014      | Con đường hạnh phúc            | Simar Prem Bharadwaj | Trong tập đặc biệt vào ngày Eid với tư cách là bạn của Aaliya |
| 2014      | Jhalak Dikhhla Jaa 7           | Khách mời            |                                                               |
| 2015      | Shastri Sister                 | Simar Prem Bharadwaj | Trong tập đặc biệt của ngày lễ Holi                           |
| 2015      | Comedy Nights with Kapil       | Khách mời            |                                                               |
| 2015      | Jhalak Dikhhla Jaa 8           | Thí sinh             | Bị loại vào tuần thứ 2-ngày 26/7/2015                         |
| 2015;2016 | Swaragini                      | Simar Prem Bharadwaj | Trong 6 tập kết hợp đặc biệt                                  |
| 2016      | Cô dâu 8 tuổi                  | Simar Prem Bharadwaj | Trong 1 tập kết hợp đặc biệt                                  |
| 2017      | Nach Baliye 8                  | Thí sinh             |                                                               |
| 2017      | Koi Laut Ke Aaya Hai           | Khách mời            |                                                               |